# Josep Anglada i Alier
Josep Anglada i Alier (Tàrrega, 1825 – Vic, 1887) va ser un sacerdot, mestre de capella i poeta vigatà.
Estudià al seminari de Solsona i fou ordenat sacerdot el 1853. Rebé el nomenament de beneficiat-xantre i mestre de capella de la catedral de Vic (1857-1887 ?). Proposà que es creés una acadèmia de música i cant a la capital osonenca.
En el camp de les lletres, va ser un dels fundadors del Circol Literari, en va ser vocal de junta i, el 1865, bibliotecari. Intervingué en la creació de les "Sessions Líriques de Vic", on sovint participà.